# Sydkhorasan
Sydkhorasan (persiska: خراسان جنوبی, Khorasan-e Jonubi) är en provins i östra Iran. Den har 768 898 invånare (2016), på en yta av 150 797 km² (2016). Administrativ huvudort är Birjand. Andra större orter är Ferdows, Qaen, Sarayan, Sarbisheh och Nehbandan.
Sydkhorasan var fram till 29 september 2004 en del av Khorasan, en provins som vid detta datum delades i de tre provinserna Nordkhorasan, Razavikhorasan och Sydkhorasan. Provinsen gränsar i öst till Afghanistan.

## Administrativ indelning
Provinsen Yazd var vid folkräkningen 2016 indelad i 11 delprovinser (shahrestan), i sin tur indelade på ytterligare administrativa nivåer.
- Birjand
- Boshruyeh
- Darmian
- Ferdows
- Khusf
- Nehbandan
- Qaenat
- Sarayan
- Sarbisheh
- Tabas
- Zirkuh